# Avenue de Monkland
Pour les articles homonymes, voir Monk (homonymie).
L'avenue de Monkland est une voie de Montréal. 

## Situation et accès
Cette rue d'orientation est-ouest, est à vocation résidentielle, excepté entre la rue Girouard et Grand Boulevard où elle est à vocation commerciale. Elle commence son parcours, à l'est, au boulevard Décarie, en face de la station de métro Villa-Maria et aboutit à la rue Sherbrooke.

## Origine du nom
Elle porte le nom d'un lieu-dit.

## Historique
La Commission de toponymie du Québec écrit à son propos : « La villa, construite en 1803 par William Powell, et le domaine de 125 acres, où la villa est située, furent connus sous le nom de Monkland depuis qu'en 1795, sir James Monk (1745-1826) en fit l'acquisition. En 1844, modifiée et agrandie par l'architecte George Brown, la maison devint la résidence d'été officielle du Gouverneur général. En 1850, Sébastien Compain, propriétaire du Dillon Coffee House de la place d'Armes, la loua et l'utilisa comme hôtel. Enfin, acquise en 1854 par la congrégation Notre-Dame et à nouveau agrandie, elle devint une maison d'enseignement pour jeunes filles nommée Villa Maria. L'avenue qui conduit à l'institution reprend l'ancienne dénomination. »